# Isola di Luigi
L'isola di Luigi (in russo: Остров Луиджи, ostrov Luidži) è un'isola disabitata russa nell'Oceano Artico che fa parte della Terra di Zichy nell'arcipelago della Terra di Francesco Giuseppe.

## Geografia
L'isola di Luigi si trova nella parte occidentale della Terra di Zichy; ha una forma a punta di freccia rivolta verso est con una superficie di 371 km²; la sua altezza massima è di 468 m s.l.m. Il territorio, derivante da un antico altopiano, è quasi interamente coperto da ghiacciai. Fanno eccezione alcune cime dell'entroterra e alcuni capi lungo le coste.
A nord e a est è separata dall'isola di Salisbury dal canale Brown, a sud-est si trova l'isola di Champ, a ovest si affaccia sul canale Britannico e a sud-ovest sul canale di Markham.

## Storia
L'isola è stata così chiamata in onore dell'ammiraglio, esploratore e alpinista Luigi Amedeo di Savoia, duca degli Abruzzi, uno dei finanziatori della spedizione artica sulla nave Stella Polare.

## Isole adiacenti
- Isola di Salisbury (Остров Солсбери, ostrov Solsberi), a nord e est.
- Isola di Champ (Остров Чамп, ostrov Čamp), a sud-est.